# Réserve naturelle nationale de la presqu'île de la Caravelle
La réserve naturelle nationale de la presqu'île de la Caravelle (RNN29) est une réserve naturelle nationale située en Martinique. Classée en 1976, elle occupe une surface de 388 hectares et protège la presqu'île de la Caravelle.

## Localisation

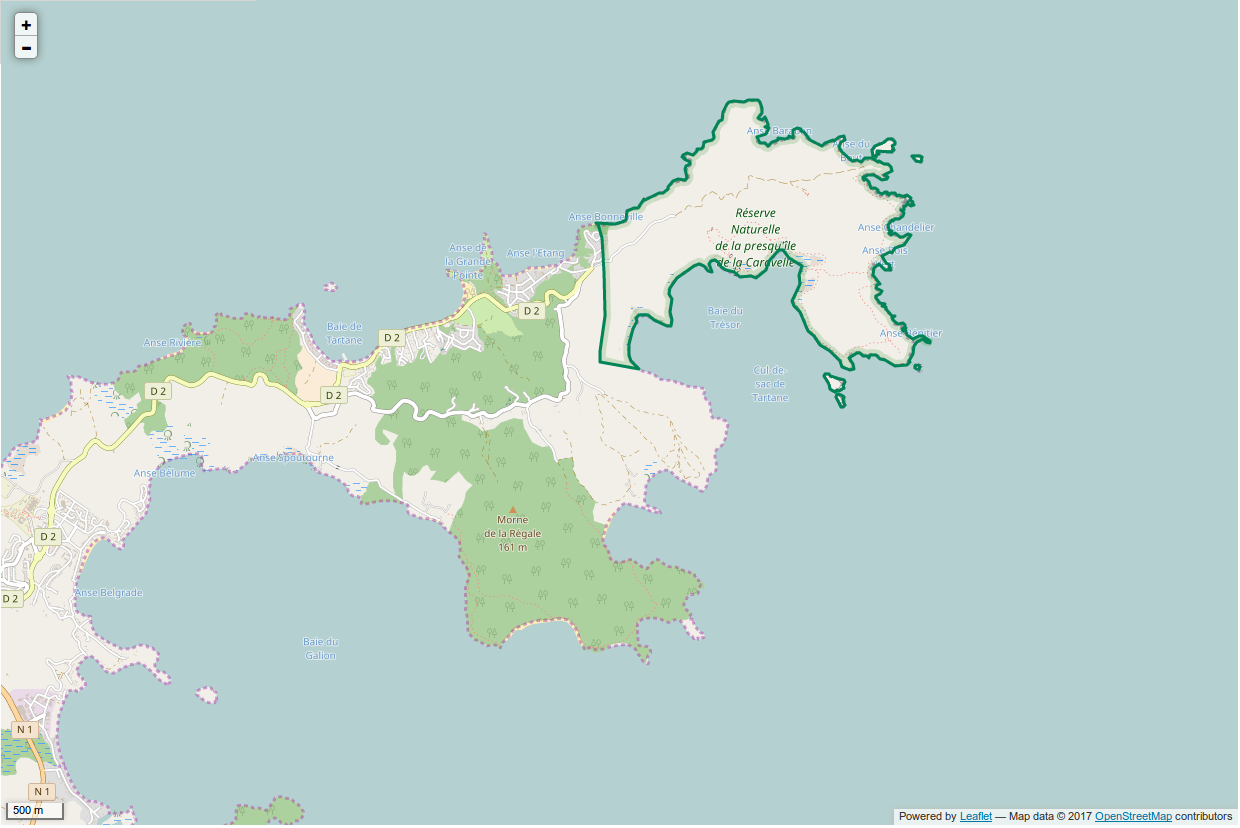
Périmètre de la réserve naturelle.

La réserve naturelle est située sur la commune de La Trinité, dans la collectivité territoriale de Martinique, sur la côte atlantique à l'est de la Martinique. Elle s'étend, en 2017, sur 383,5 ha, au bout de la presqu'île du même nom, et inclut la baie du Trésor. L'îlet du Trésor, l'îlet Lapin, la Table du Diable et les petits îlets de la Pointe Caracoli font partie de la réserve. Sa superficie a varié au fil du temps depuis sa création.

## Histoire de la réserve
En 1973 un rapport ainsi que des études ornithologiques mettent en lumière l'intérêt de protéger la presqu'île de la Caravelle. En particulier la présence exclusive du moqueur gorge-blanche (unique espèce du genre Ramphocinclus).
La réserve naturelle nationale est créée par Arrêté ministériel le 2 mars 1976. Il est complété le 5 juin par un arrêté préfectoral portant création du premier comité de gestion.
En 1981, une convention de gestion est signée entre le parc naturel régional de la Martinique et le ministère de l'écologie. Le 6 octobre 1988, l'exploitation agricole « Le Galion » qui couvre une superficie de 257 ha, c'est-à-dire la majorité de la surface de la réserve, est rachetée par le Conservatoire du littoral et des rivages lacustres. En 1994, deux sentiers d'interprétation sont mis en place et des infrastructures sont construites pour l'accueil du public. En 1998, des propriétaires fonciers retirent leur parcelle de 34 ha du périmètre de la réserve, après une procédure légale.

## Patrimoine naturel
Géologiquement, la presqu'île de la Caravelle appartient au premier arc de formation des Caraïbes, avec la presqu'île de Sainte-Anne. Elle se serait formée il y a environ 25 Millions d'années, pendant l'oligocène inférieur, tandis que le reste de l'île de la Martinique est plus récent. Ce sont probablement des vestiges d'une ancienne proto-martinique.
Une mangrove à Mangle médaille (Pterocarpus officinalis), de 15 ha, reconnue Zone naturelle d'intérêt écologique, faunistique et floristique, est la seule station de ce milieu sur l'île de la Martinique.
Une colonie d'oiseaux marins, niche sur l'« îlet Lapin », au nord-est de la réserve. Les sternes fuligineuses occupent le haut de l'îlet, mais plutôt en bordure, dans des milieux à pourpier à raison de 3-4 nids au m² et des milieux à herbacées denses avec 1 à 2 nids par m². Les sternes bridées privilégient les anfractuosités pour cacher leurs petits. Et les falaises exposées nord-ouest sont le lieu de nidification des noddis bruns. En plus de cet îlet, une petite anse face à l'est sert d'habitat de nidification pour le phaéton à bec rouge et des hirondelles à ventre blanc.

## Tourisme
Le château Dubuc est situé dans la réserve. Ses ruines sont classées au titre des monuments historiques et constituent le site le plus visité de la Martinique, avec un ordre de grandeur de 400 000 touristes par an. Cette fréquentation très importante n'a pas été sans provoquer des complications pour la protection de l'environnement.

## Administration, plan de gestion, règlement
La réserve naturelle est gérée par le parc naturel régional de la Martinique.